# Tropheus polli
Tropheus polli – gatunek słodkowodnej ryby z rodziny pielęgnicowatych. Hodowany w akwariach. W bazie Catalog of Fishes takson ten jest synonimizowany z Tropheus annectens.

## Występowanie
Gatunek endemiczny. Zamieszkuje litoral skalisty i kamienisty wschodniej części jeziora Tanganika w Afryce, na głębokości 6–10 metrów.

## Opis
Ciało lekko bocznie spłaszczone, krępe. Dorastają maksymalnie do 16,5 cm.
Ryba bardzo agresywna (agresja wewnątrzgatunkowa), terytorialna. Dobierają się w pary na czas tarła. Samica inkubuje ikrę w pysku, a po wylęgu opiekuje się narybkiem.
| Zalecane warunki w akwarium | Zalecane warunki w akwarium                 |
| --------------------------- | ------------------------------------------- |
| Zbiornik                    | duży, minimum 120 cm                        |
| Temperatura wody            | 25 – 28 °C                                  |
| Twardość wody               | twarda 8 – 25°n                             |
| Skala pH                    | 7,5 – 9                                     |
| Pokarm                      | żywy, mrożony, suchy z dodatkiem roślinnego |